# Vasily Shukshin
Vasily Shukshin (25 de julho de 1929 - 2 de outubro de 1974) foi um diretor de cinema russo.